# Bernard Loiseau
Bernard Loiseau (Chamalières, 13 gennaio 1951 – Saulieu, 24 febbraio 2003) è stato un cuoco francese.

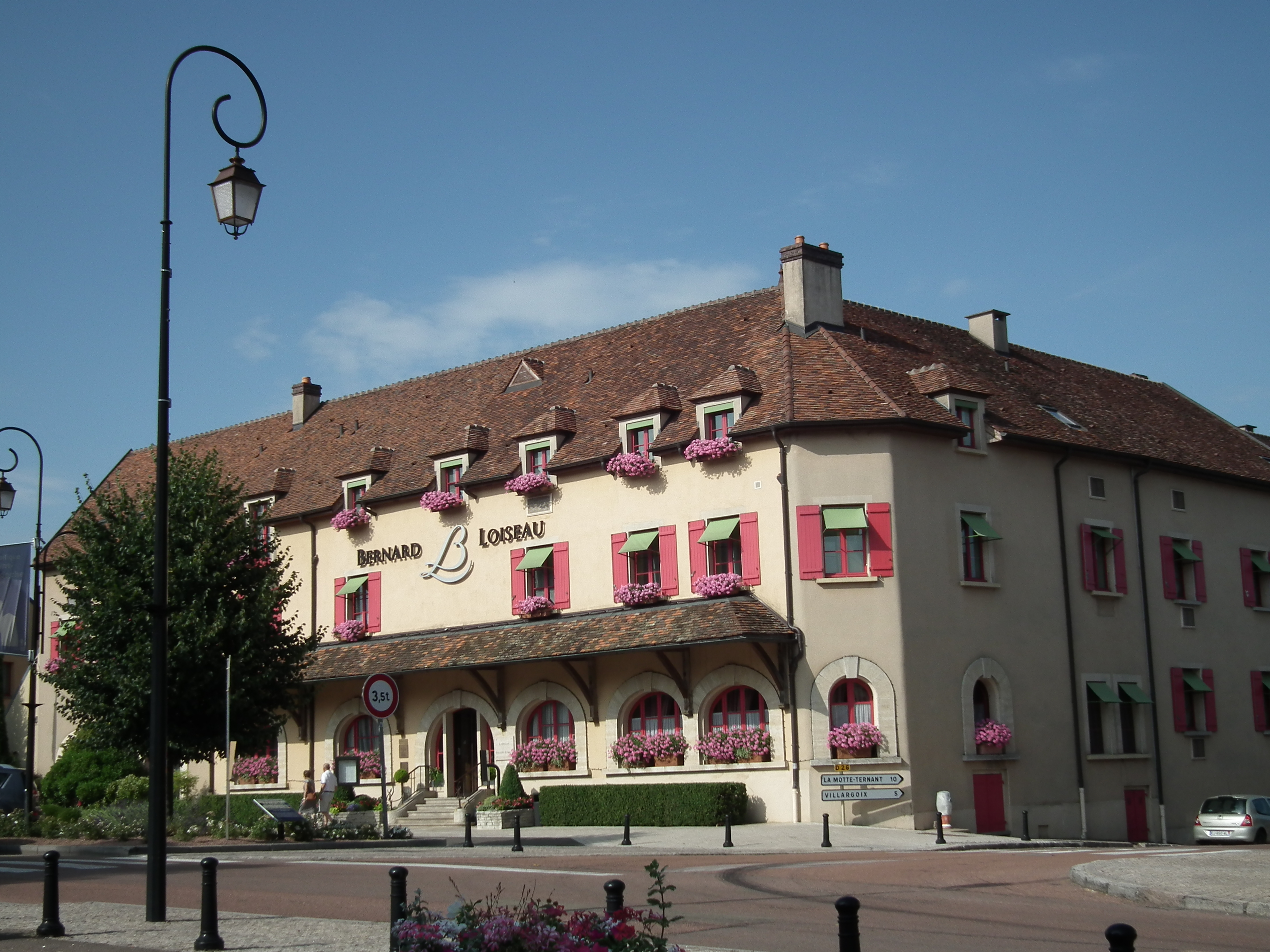
Il ristorante Côte d'or

La sua morte destò scalpore poiché si uccise con un fucile dopo che alcuni giornali avevano ventilato l'ipotesi di un suo imminente declassamento da parte della Guida Michelin.

## Biografia
Loiseau era nato a Chamalières, in Alvernia regione della Francia centrale. Figlio di un rappresentante di cappelli, decise sin da giovane di intraprendere la carriera di cuoco, facendo pratica tra il 1968 e il 1971 presso La Maison Troisgros a Roanne sotto la guida dei fratelli Jean e Pierre Troisgros.
Nel 1972, Loiseau iniziò a lavorare per il ristoratore Claude Verger presso il ristorante La Barrière de Clichy a Clichy, subito acclamato come un prodigio dalla Guida Gault Millau (dal nome dei critici culinari fondatori Henri Gault e Christian Millau), propugnatrice della nouvelle cuisine che enfatizzava la leggerezza e l'originalità in contrasto con la cucina classica della gastronomia tradizionale francese.
Quando Verger acquistò l'hotel-ristorante La Côte d'Or a Saulieu (in Borgogna) nel 1975, affidò a Loiseau l'incarico di chef, facendosi da parte per lasciargli sviluppare un suo stile altamente personale. Loiseau comprò La Côte d'Or da Verger nel 1982 e nel 1991 la Guida Michelin onorò con le 3 stelle la sua attività. La sua attenzione maniacale per i dettagli, l'impegno frenetico e la sua finezza di palato lo catapultarono tra i grandi della sua professione e gli garantirono una leale seppur impietosamente critica clientela.
Nel 1998 Loiseau fondò la propria compagnia Bernard Loiseau S.p.A., distinguendosi, prima della sua morte, come l'unico chef francese ad aver quotato in borsa la propria società.
Oltre alla sua attività principale che lo portò ad aprire 3 punti ristoro a Parigi, Loiseau creò linee di prodotti gastronomici da supermercato e pubblicò numerosi libri. Nel 1994 il governo francese gli assegnò il suo riconoscimento più alto, quello di Cavaliere (Chevalier) della Legion d'onore, Cavaliere dell'Ordine nazionale al merito nel 1986 e Ufficiale(Officer) dell'Ordine nazionale al merito nel 2002.
Loiseau era negli ultimi anni provato dal duro e ininterrotto lavoro, preoccupato dal rincorrersi sulla stampa di voci sulla sua progressiva perdita di valore gastronomico, dalla perdita di due punti (da 19 a 17, su 20) nell'ultima edizione della Guida Gault Millau e dalle voci secondo cui la Guida Michelin gli avrebbe tolto di lì a poco le 3 stelle che ostentava dal 1991. Nel primo pomeriggio del 24 febbraio 2003 era al lavoro a supervisionare i suoi assistenti nella preparazione di un piatto per due chef americani in apprendistato presso il suo ristorante. Servita la pietanza, rientra a casa per riposare e, poco dopo, si uccide sparandosi in bocca con un fucile da caccia. Il corpo fu rinvenuto dalla moglie, che in seguito confermò lo stress cui il marito era sottoposto negli ultimi tempi e dichiarò che era affetto da disturbi bipolari.
Dopo la sua morte, lo chef Paul Bocuse affermò che Loiseau si fosse una volta confidato dicendo, "Gault Millau mi ha ucciso". Dopo la sua scomparsa, il suo team, sua moglie Dominique Loiseau e lo chef Patrick Bertron (suo allievo e braccio destro per 20 anni) hanno ripreso a gestire La Côte d'Or che ad oggi è classificato con 2 stelle Michelin e ha mantenuto le 3 stelle fino all'edizione del 2015.

## Riferimenti popolari
La trama del film della Pixar Ratatouille prende spunto dalla biografia di Loiseau, in particolare per il personaggio di Chef Gusteau.